# Romuald Poliński
Romuald Poliński (ur. 25 maja 1942 w Sołowie) – polski ekonomista, nauczyciel akademicki, urzędnik, doktor habilitowany nauk ekonomicznych, profesor ALMAMER Szkoły Wyższej, podsekretarz stanu w Ministerstwie Pracy i Polityki Społecznej w latach 2006–2007 z ramienia Samoobrony RP.

## Życiorys

### Wykształcenie i praca zawodowa
Ma wykształcenie wyższe ekonomiczne. Studiował na Politechnice Szczecińskiej. W 1967 ukończył z tytułem magistra studia na Wydziale Nauk Ekonomicznych Uniwersytetu Warszawskiego. W 1974 uzyskał na tej uczelni tytuł doktora nauk ekonomicznych, a w 2006 habilitował w Instytucie Nauk Ekonomicznych PAN.
Wykładał na Uniwersytecie Marii Curie-Skłodowskiej. W latach 1966–1993 był m.in. zastępcą dyrektora generalnego Centrum Promocji Przemysłu i Handlu w Łodzi oraz doradcą Prezesa Rady Ministrów ds. ekonomicznych. W latach 1992–1994 pracował w centrali Banku Turystyki S.A. w Warszawie (dyrektor departamentu ekonomicznego, zastępca dyrektora departamentu kredytowego), doradca prezesa PKB S.A. W 1994 kandydat na członka rad nadzorczych spółek Skarbu Państwa, w 1997 kandydat na członka zarządów komisarycznych, kuratora i likwidatora banków. W 2003 mianowany urzędnik służby cywilnej.
W 2005 został profesorem Szkoły Wyższej ALMAMER w Warszawie. Wykładał również w Uczelni Warszawskiej im. Marii Skłodowskiej-Curie. Został prodziekanem Wydziału Ekonomicznego tej uczelni. Był członkiem Prezydium Zarządu Głównego Polskiego Towarzystwa Ekonomicznego, rady programowej miesięcznika Ekonomika i Organizacja Pracy, Międzyresortowego Zespołu przy Prezesie NBP ds. Uzdrawiania Przedsiębiorstw oraz członkiem Rady Nadzorczej Polskiej Fundacji Promocji i Rozwoju Małych i Średnich Przedsiębiorstw Phare. Należy do Stowarzyszenia Dziennikarzy Polskich.
W latach 2008–2009 pełnił funkcję rektora Wyższej Szkoły Ekonomicznej w Stalowej Woli. W grudniu 2009 został p.o. prezesa Radia Dla Ciebie. W marcu 2010 przeszedł do rady nadzorczej spółki, a następnie objął funkcję członka zarządu radia. W lutym 2011 został z niej odwołany.

### Działalność polityczna
Należał do Polskiej Zjednoczonej Partii Robotniczej. W latach 1995-2006 doradzał ministrom finansów, m.in. Grzegorzowi Kołodce i Markowi Belce. W wyborach samorządowych w 1998 bezskutecznie ubiegał się o mandat radnego sejmiku mazowieckiego z listy koalicji Przymierze Społeczne. Od 7 sierpnia 2006 do 13 sierpnia 2007 sprawował urząd podsekretarza stanu w Ministerstwie Pracy i Polityki Społecznej z rekomendacji Samoobrony RP. 2 września 2006 objął funkcję przewodniczącego rady politycznej tej partii. W 2007 odszedł z Samoobrony RP i został doradcą Partii Regionów.

## Odznaczenia i wyróżnienia
Został odznaczony m.in. Srebrnym Krzyżem Zasługi, Odznaką honorową „Za zasługi dla bankowości Rzeczypospolitej Polskiej” oraz Złotą Odznaką Honorową PTE.

## Wybrane publikacje
- Główne problemy transformacji systemowej (2002)
- Prawidłowość transformacji systemów ekonomicznych (2003)
- Konsensus waszyngtoński i metody stabilizacji makroekonomicznej (2003)
- Transformacija ekonomiczeskich sistem w Centralnoj i Wostocznoj Jewropie (2004)
- Inwestycje zagraniczne a transformacja systemowa (2004)
- Prywatyzacja przedsiębiorstw państwowych a transformacja systemowa w krajach Europy Środkowej i Wschodniej (2004)
- Główne problemy konwergencji makroekonomicznej w Unii Europejskiej: przykład Polski, cz. I (2005)
- Główne problemy konwergencji makroekonomicznej w Unii Europejskiej: przykład Polski, cz. II (2006),
- Ocena prorynkowej transformacji systemowej w Europie Środkowo-Wschodniej, Wiek XXI (2006)
- Polityka makroekonomiczna Polski (2007)